# Tim Rice-Oxley

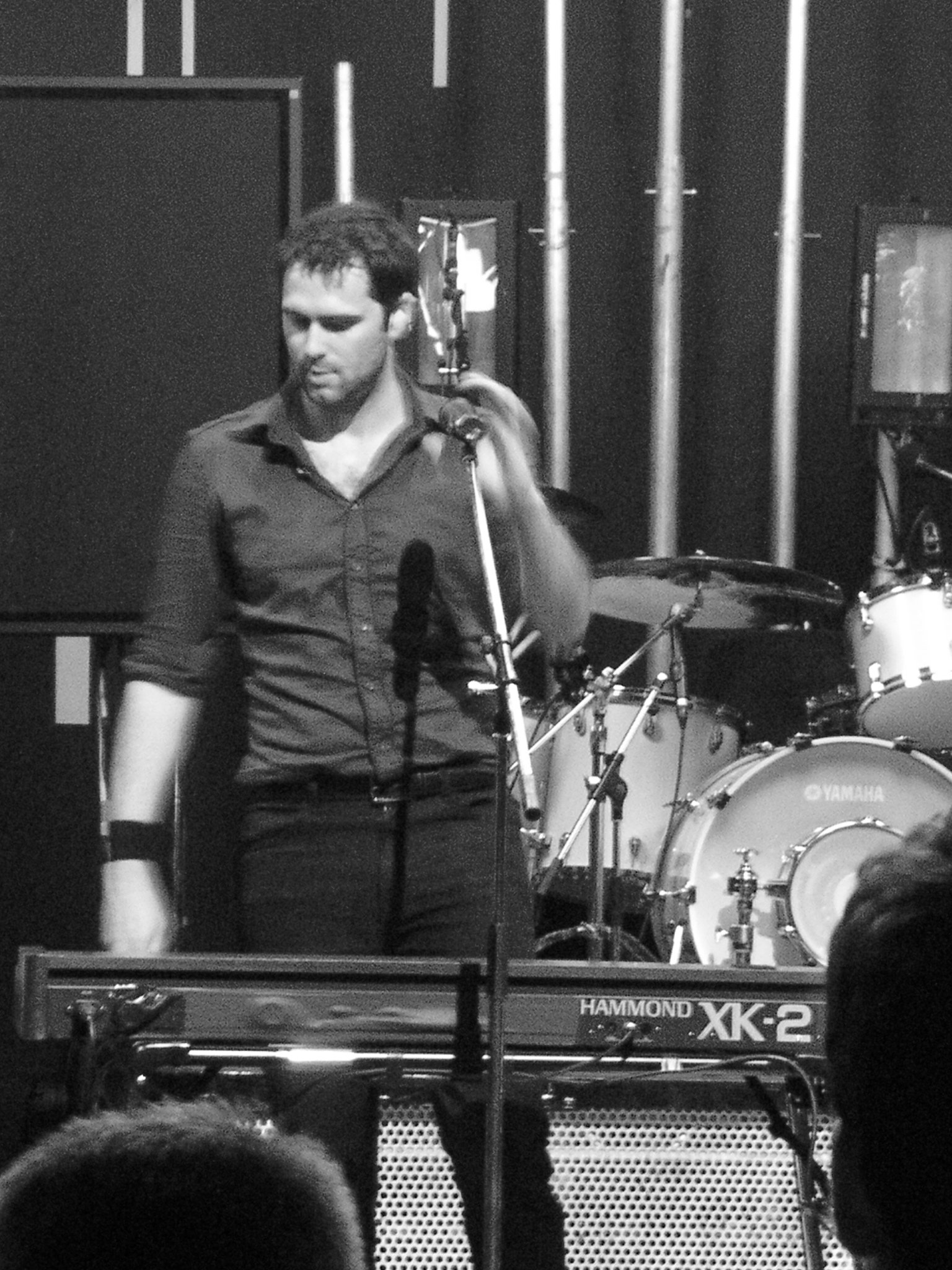
Tim Rice-Oxley (2007)

Timothy James Rice-Oxley (* 2. Juni 1976) ist ein englischer Musiker, Produzent und Sänger. Er ist bekannt als Gründungsmitglied, Keyboarder, Sänger und Songwriter der englischen Band Keane. Desgleichen begann Rice-Oxley 2010 gemeinsam mit Jesse Quin, einem weiteren Mitglied von Keane, ein Nebenprojekt, das den Namen Mt. Desolation trägt.
In dem Film Sieben Minuten nach Mitternacht von J. A. Bayona und in dessen Abspann ist das von Tim Rice-Oxley geschriebene und mit Keane eingespielte Lied Tear Up This Town zu hören.

## Leben und Karriere
Tim Rice-Oxley wurde in Oxford als Sohn von Charles Patrick und Margaret Rice-Oxley geboren. Er hat einen jüngeren Bruder namens Tom, der 1979 zur Welt kam.
Des Weiteren nahm Rice-Oxley in seiner Jugend Klavierunterricht, an dem er jedoch keine Freude hatte und für den er niemals übte, da er immerzu klassische Stücke spielen sollte, die ihn langweilten. Nachdem er den Unterricht abgebrochen hatte, begann Tim Rice-Oxley allerdings Gefallen an dem Klavierspielen zu finden – insbesondere wegen der englischen Band The Beatles –, sodass er es sich schließlich selbst beibrachte.

## Privatleben
Tim Rice-Oxley lebt in Polegate, East Sussex.
Er hat zwei Töchter. Von 2005 bis 2012 war er mit Janye verheiratet; die Ehe wurde aufgrund seiner beruflich bedingten Reisen geschieden.

## Auszeichnungen
Rice-Oxley gewann einen Ivor Novello Award als Songwriter des Jahres 2005.